# خوان دي كيولار
خوان دي كيولار (بالإسبانية: Juan de Cuéllar)‏ هو عالم نبات إسباني، ولد في 1739، وتوفي في 1801.